# Fernando Henrique Cardoso
Pour les articles homonymes, voir FHC et Cardoso.
Fernando Henrique Cardoso — parfois désigné par ses initiales, « FHC » —, né le 18 juin 1931 à Rio de Janeiro, est un homme d'État brésilien, président de la république fédérative du Brésil de 1995 à 2003.
Opposé au coup d'État de 1964, il s'exile avant de rentrer au Brésil en 1968. Membre du Parti du mouvement démocratique brésilien (PMDB), il devient sénateur fédéral en 1983 et participe à la fondation du Parti de la social-démocratie brésilienne (PSDB) en 1988.
Sous la présidence d'Itamar Franco, il est ministre des Relations extérieures (1992-1993) puis ministre des Finances (1993-1994). Dans le cadre de cette dernière fonction, il conduit un plan qui permet de stabiliser l'économie brésilienne, ce qui le rend très populaire au sein de l'opinion publique.
Il est élu président de la République au premier tour de scrutin en 1994 et 1998, devançant à chaque fois largement son plus proche adversaire, Luiz Inácio Lula da Silva. Pendant son premier mandat, il poursuit ses réformes libérales et réussit à maintenir l'inflation à un faible niveau. Son second mandat est marqué par des crises économiques, provoquant une baisse de sa popularité. Alors qu'il est le premier président brésilien à avoir effectué deux mandats complets, Lula da Silva lui succède.
Fernando Henrique Cardoso est aussi un sociologue polyglotte ayant publié de nombreux ouvrages et enseigné dans des universités au Brésil, en France, au Royaume-Uni et aux États-Unis. Dans les années 1980, il préside notamment l'Association internationale de sociologie.

## Situation personnelle

### Famille

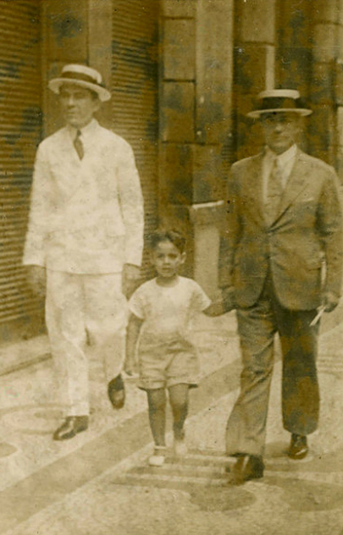
Fernando Henrique Cardoso enfant avec son père lors des années 1930.

Né à Rio de Janeiro, il a vécu principalement à São Paulo. Il est veuf et père de trois enfants.

### Carrière académique
Après des études de sociologie, il est professeur de science politique et de sociologie à l'université de São Paulo. En 1969, il publie l'ouvrage Dépendance et développement en Amérique latine avec le sociologue chilien Enzo Faletto ; cet ouvrage a un impact considérable[réf. nécessaire]. Il est président de l'Association internationale de sociologie de 1982 à 1986.
Il est membre de l'Institute for Advanced Study, membre honoraire étranger de l'Académie américaine des arts et des sciences. Il est aussi directeur des études associé de l'École des hautes études en sciences sociales et professeur invité au Collège de France, à l'université Paris VIII puis à l'université Paris X. Il a aussi enseigné dans de nombreuses universités américaines, notamment l'université Stanford et l'université de Californie à Berkeley.
Fernando Henrique Cardoso est nommé pour cinq ans, en 2003, professeur au Watson Institute for International Studies de l'université Brown. Il est un membre fondateur du Center on Public Dipomacy's Advisory Board de l'université de Californie du Sud. En février 2005, il donne la quatrième Kissinger Lecture annuelle de la Bibliothèque du Congrès sur la politique étrangère et les relations internationales sur le sujet Dépendance et développement en Amérique latine.
En 2005, Cardoso est classé par le magazine britannique Prospect dans la liste des cent un plus grands intellectuels vivants.
Fernando Henrique Cardoso compte parmi les membres fondateurs du Collegium international éthique, politique et scientifique. Il est en outre membre du comité d'honneur de la Fondation Chirac, lancée en 2008 pour agir en faveur de la paix dans le monde.

## Parcours politique

### Débuts
Membre du Mouvement démocratique du Brésil (MDB), parti de l'opposition officielle sous la junte militaire, il se présente comme suppléant de Franco Montoro à l'élection sénatoriale de 1978 dans l'État de São Paulo. Lorsque ce dernier devient gouverneur de São Paulo en 1983, Fernando Henrique Cardoso lui succède comme sénateur fédéral. Il est réélu en 1986, sous l'étiquette du Parti du mouvement démocratique brésilien (PMDB), successeur du MDB.
En 1988, avec un groupe de parlementaires, il quitte le PMDB pour former le Parti de la social-démocratie brésilienne  (PSDB). Il préside le groupe du PSDB au Sénat jusqu'en octobre 1992.

### Fonctions ministérielles
D'octobre 1992 à mai 1993, il est ministre des Affaires extérieures sous la présidence d'Itamar Franco (PMDB). De mai 1993 à mars 1994, il est ministre des Finances et initie le plan réal afin de juguler l'inflation, qui culminait à 6000 % en 1993.
Auréolé par le succès du plan réal, Cardoso décide de se présenter à l'élection présidentielle de 1994.

### Président de la République

#### Élection et investiture

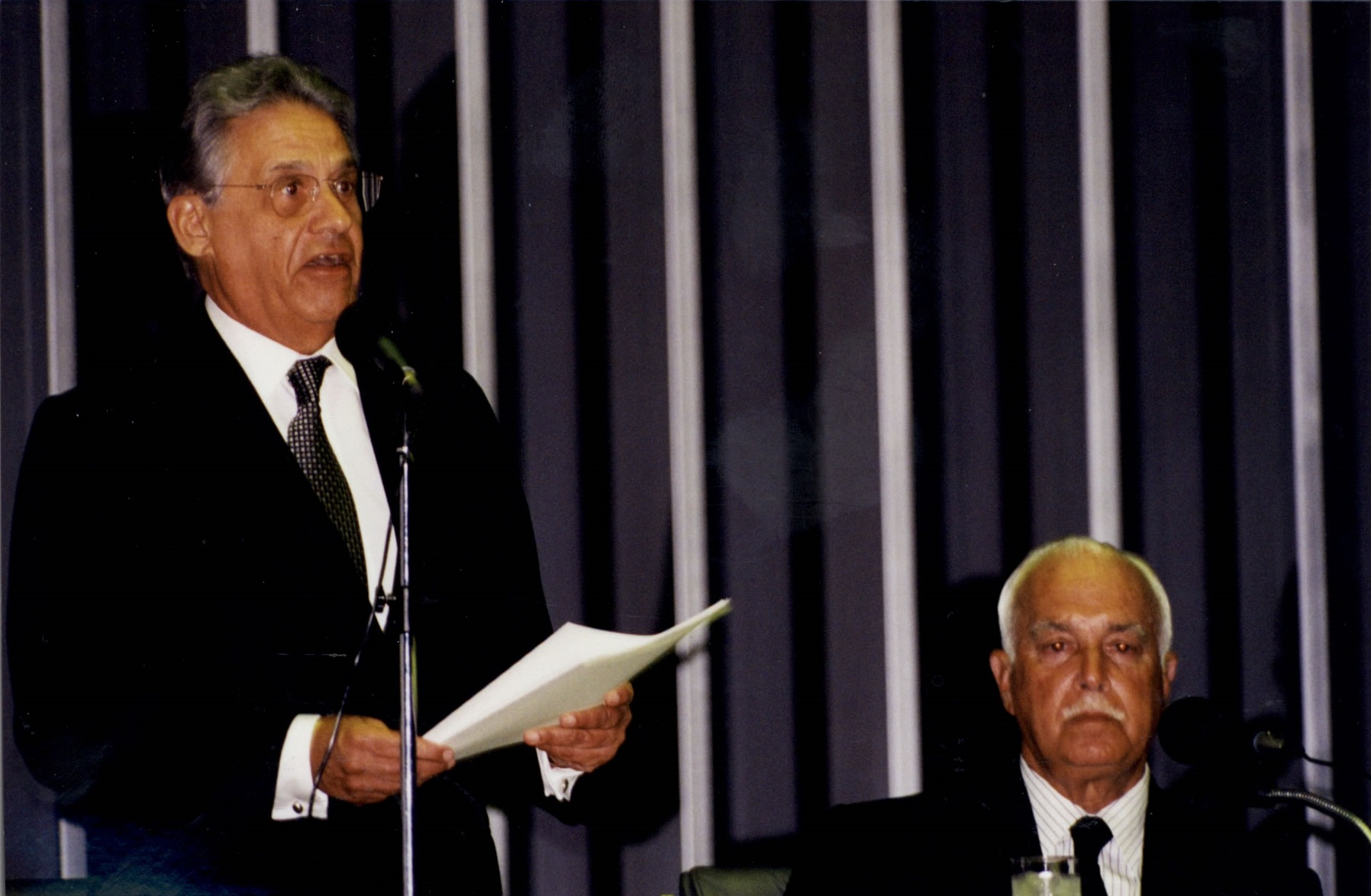
Prestation de serment de Fernando Henrique Cardoso.

Fernando Henrique Cardoso remporte l'élection présidentielle de 1994 dès le premier tour de scrutin, avec 54,3 % des suffrages. Pendant la campagne, il est notamment soutenu par le patronat et bénéficie d’appuis politiques, économiques et médiatiques considérables. Le candidat arrivé en deuxième position, Luiz Inácio Lula da Silva (Parti des travailleurs), obtient 27,0 % des voix, ce qui permet à Fernando Henrique Cardoso de l’emporter avec la plus forte avance jamais obtenue par un candidat victorieux dans l’histoire du Brésil.
Le 1er janvier 1995, Fernando Henrique Cardoso est investi président de la République fédérative du Brésil. La situation du pays, engagé dans une politique de forte libéralisation de l'économie, est alors compliquée : hyperinflation, fortes inégalités sociales, importantes violences urbaines. Dans son gouvernement, il intègre un membre du Parti des travailleurs de son adversaire Lula da Silva. La coalition gouvernementale comprend son parti — le PSDB, initialement de centre gauche mais qui évolua vers le conservatisme sous son mandat présidentiel — et des partis de la droite traditionnelle. Il dispose immédiatement d’une majorité absolue au Congrès.

#### Politique intérieure

##### Situation économique

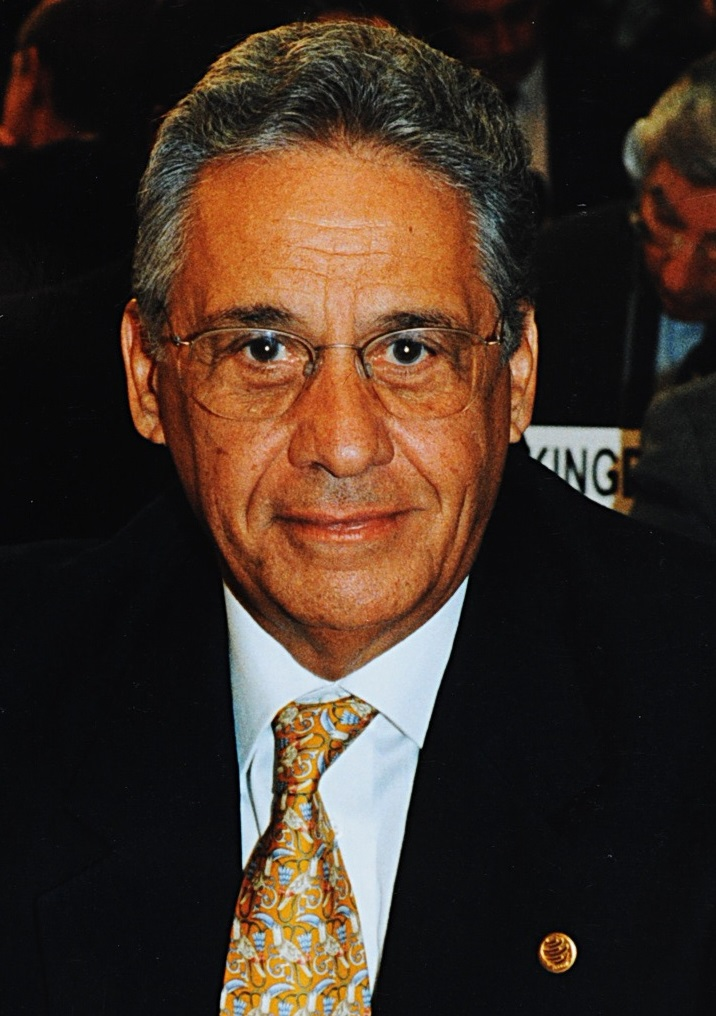
Fernando Henrique Cardoso en 1998.

Bien que se réclamant de la social-démocratie, le gouvernement de Cardoso prend des mesures économiques libérales, comme la privatisation de plusieurs dizaines d'entreprises publiques, et maintient la politique économique d'ouverture du pays au capital étranger établie par ses prédécesseurs à partir des années 1990. Il mène une politique d’austérité budgétaire, en particulier lors de son second mandat. Ses opposants dénoncent des coupes budgétaires massives dans les domaines de la santé et de l'éducation, ainsi que sa politique de « flexibilisation » de la main-d’œuvre, qui laisse nombre de salariés sans contrats formels. Ainsi, le taux d'emplois formels chute de 53,7 % en 1991 à 45 % en 2000.
La fin de sa présidence souffre de la crise économique mondiale ayant débuté par la crise asiatique et affectant plusieurs pays d’Amérique du Sud. En raison du risque de provoquer une dégradation de la position des banques internationales, en particulier américaines, le Fonds monétaire international (FMI) accepte d’accorder au pays deux emprunts, de 10 et 30 milliards de dollars et les États-Unis baissent les taux d’intérêt. Cependant, les difficultés sont aggravées par une crise spéculative contre le real et par des blocages politiques et institutionnels, qui ne permettent pas au plan d’austérité de Cardoso d’être adopté dans les temps.
En effet, Fernando Henrique Cardoso a été élu avec le soutien d'une alliance hétéroclite comprenant son parti, le PSDB (de centre-gauche), ainsi que deux partis de centre-droit, le Parti du front libéral (PFL) et le Parti travailliste brésilien (PTB). Le plus grand parti du Brésil, le parti centriste PMDB, rejoignit la coalition après l'élection présidentielle, de même que le Parti progressiste (PPB) (droite) en 1996. La cohésion de cette large coalition est assez faible, les parlementaires ne votant pas toujours en accord avec le gouvernement. Ainsi, bien que la coalition possédait une large majorité dans les deux chambres, le président a des difficultés à obtenir suffisamment de soutien pour ses projets prioritaires. Des réformes majeures, comme la réforme fiscale et la réforme de la Sécurité sociale, ne peuvent être que partiellement réalisées, et ce après de très longs débats.
Le gouvernement se coupe peu à peu des classes moyennes : la hausse du chômage, du secteur informel et la détérioration des services publics entrainent la « prolétarisation  » d'une partie de celles-ci. Les classes populaires présentes dans la périphérie des grandes villes sont également victimes de la dégradation de l'économie, mais aussi des escadrons de la mort et de la discrimination.

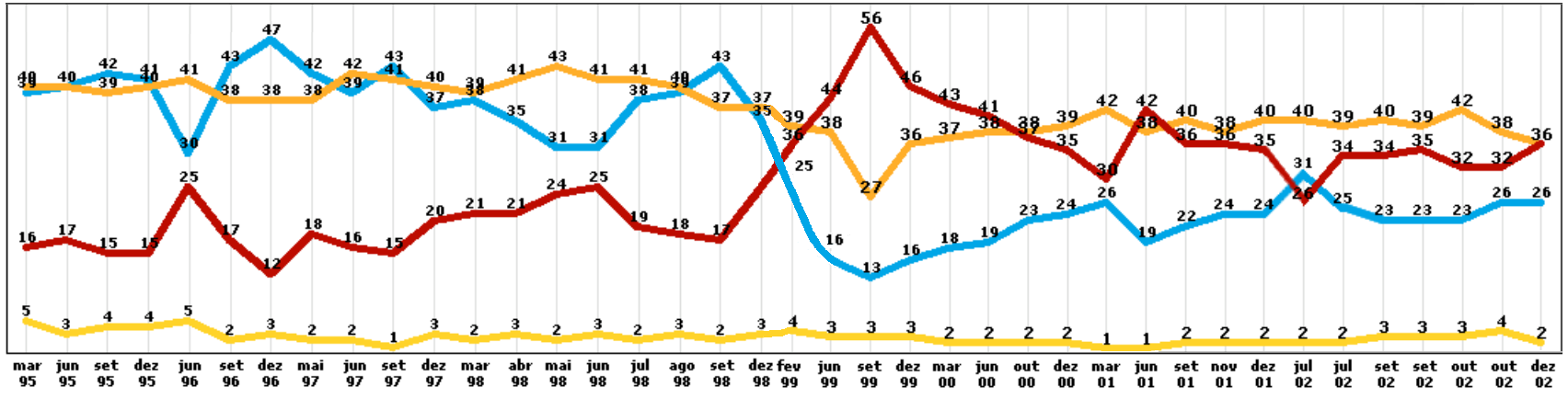
Évolution de la popularité de Fernando Henrique Cardoso durant sa présidence (1995-2003).

L'économiste américain Jeffrey Sachs estime en 2004 qu'« une grande partie du mérite du redressement du Brésil revient non à Lula mais à son prédécesseur, Fernando Henrique Cardoso », qui a selon lui apporté « quatre contributions majeures » :
- « La justice économique, pour les Brésiliens africains et les Brésiliens autochtones, qui ont longtemps fait l'objet de discriminations. L'éducation publique devient accessible à tous. »
- Le savoir et l'innovation. Par exemple, selon Jeffrey Sachs, « grâce aux réformes lancées par FHC, les taux d'inscription dans les établissements d'enseignement secondaires ont grimpé en flèche, passant de 15 % en 1990 à 71 % en 2000. » De même, la recherche et développement a-t-elle été accrue.
- L'ouverture de l'économie brésilienne au monde. Selon Jeffrey Sachs, « le taux exportations/PNB est passé de 8 % en 1990 à 13 % en 2001. »
- Le fait que « le Brésil se concentre sur la santé et la productivité de ses citoyens. » Jeffrey Sachs explique par exemple que « les taux de mortalité des jeunes enfants [ont] nettement chuté, passant de 60 pour 1000 en 1990 à 36 ‰ en 2001. », mais ceci parallèlement à la baisse du taux de natalité (2,7 enfants par femme en 1990, 2,2 en 2001). Par conséquent, « les pressions exercées par l'accroissement démographique s'affaiblissent, permettant ainsi de renforcer solidement sur le long terme le développement du Brésil. »

Les mesures que parvient à faire adopter Fernando Henrique Cardoso sont différemment jugées. Plusieurs économistes mettent à son crédit la fin de l'inflation : après une décennie d’hyper-inflation qui culmine à 5 000 % en 1994, la hausse des prix est ramenée à 25 % dès 1995, ce qui profite aux plus modestes. D'autres soulignent l’augmentation du chômage (de 10,5 % en 1994 à 13 % en 2002), de la dette (62 % du PIB en 2002, bien que celle-ci soit majoritairement détenue par des résidents) et le fait que la monnaie nationale — victime d’attaques spéculatives — ne représente plus en 2002 que 25 % de la valeur qu'elle détenait face au dollars en 1994. Le sociologue Emir Sader juge Cardoso responsable d'un « désastre social qui fait du Brésil l’un des pays les plus inégalitaires du monde ».

##### OpérationCondor
En 2000, il ordonne la déclassification d'une partie des documents militaires concernant l’opération Condor. Cette décision est considérée comme étant un premier pas de réconciliation entre l’armée et la population.

#### Relations internationales

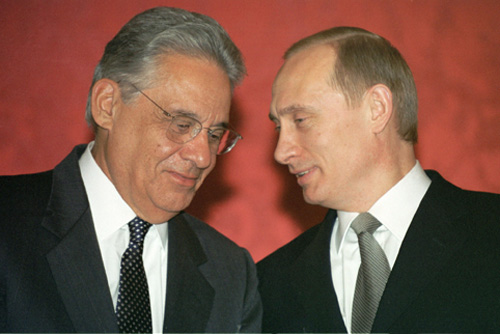
Fernando Henrique Cardoso et Vladimir Poutine en 2002.

Grâce à son passage au ministère des Affaires extérieures et son aura mondiale de sociologue, Fernando Henrique Cardoso est respecté sur le plan mondial. Il noue notamment des amitiés avec Bill Clinton et Ernesto Zedillo.

#### Réélection en 1998
Après avoir fait amender la Constitution afin de permettre au président de briguer un second mandat, Fernando Henrique Cardoso est réélu le 4 octobre 1998. Il l’emporte une nouvelle fois au premier tour, avec 53,1 %, contre 31,7 % pour son concurrent le plus proche, Luiz Inácio Lula da Silva.

#### Départ de la présidence

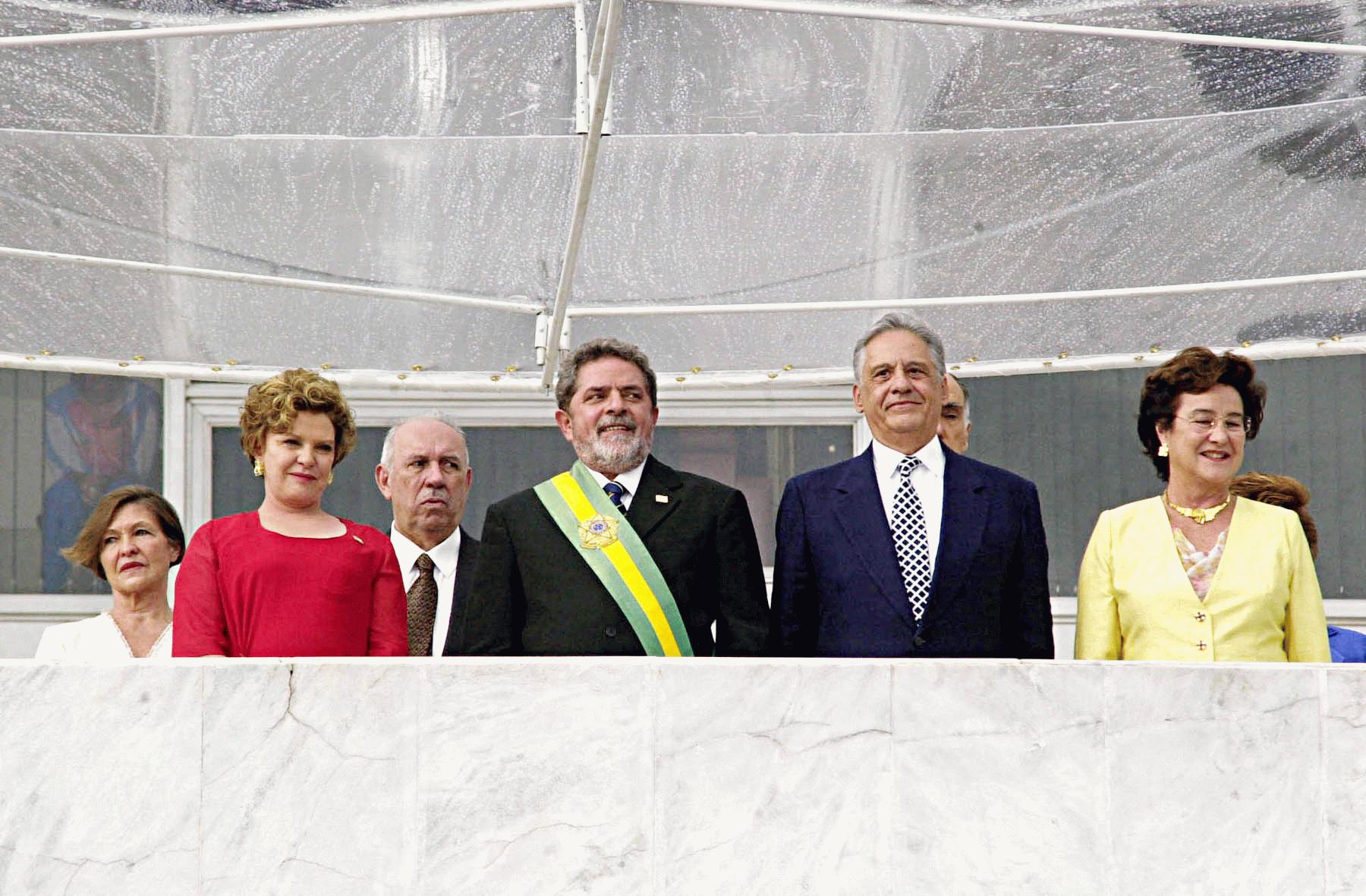
Fernando Henrique Cardoso transmettant le pouvoir à Luiz Inácio Lula da Silva, le 1er janvier 2003.

En 2003, Luiz Inácio Lula da Silva succède à Fernando Henrique Cardoso, après avoir battu au second tour, avec 61,3 % des voix, le candidat du parti présidentiel, José Serra.

### Après la présidence
En mars 2016, il se prononce en faveur de la destitution de la présidente Dilma Rousseff. Face à Jair Bolsonaro, il soutient la candidature de son ancien adversaire Lula à l'élection présidentielle de 2022.

## Allégation de corruption
Il est soupçonné d'avoir reçu des sommes considérables du secteur privé en échange de privatisations d'entreprises publiques au cours de sa présidence.

## Décorations

### Décorations brésiliennes
- Grand collier de l'ordre national de la Croix du Sud.
- Grand-croix de l'ordre de Rio Branco.
- Grand-croix de l'ordre brésilien du Mérite (en).

### Décorations étrangères
- Grand-croix de l'ordre de Bonne Espérance ( Afrique du Sud)
- Grand-croix de l'ordre du Mérite de la République fédérale d'Allemagne ( Allemagne)
- Grand collier de l'ordre du roi Abdelaziz ( Arabie saoudite)
- Grand-croix de l'ordre du Libérateur San Martín ( Argentine)
- Grand-croix de l'ordre du Condor des Andes ( Bolivie)
- Grand-croix de l'ordre du Mérite du Chili ( Chili)
- Grand-croix de l’ordre de Boyacá ( Colombie)
- Chevalier de l'ordre de l'Éléphant ( Danemark)
- Collier de l'ordre d'Isabelle la Catholique ( Espagne)
- Grand-croix de l'ordre du mérite national d'Équateur (en) ( Équateur)
- Commandeur grand-croix de l'ordre de la Rose blanche ( Finlande)
- Grand-croix de la Légion d'honneur ( France)
- Officier de l'ordre des Palmes académiques ( France)
- Grand-croix avec Collier de l'ordre du Mérite ( Hongrie)
- Chevalier grand-croix de l'ordre du Mérite de la République italienne ( Italie)
- Grand-cordon de l'ordre du Chrysanthème ( Japon)
- Collier de l'ordre de l'Aigle aztèque ( Mexique)
- Grand-croix de l'ordre de Manuel Amador Guerrero ( Panama)
- Collier de l'ordre national du Mérite de Paraguay (en) ( Paraguay)
- Grand-croix de l'ordre du Soleil ( Pérou)
- Chevalier de l'ordre de l'Aigle blanc ( Pologne)
- Grand-croix de l'ordre du Mérite ( Pologne)
- Collier de l'ordre de Saint-Jacques-de-l'Épée ( Portugal)
- Grand-collier de l'ordre de l'Infant Dom Henri ( Portugal)
- Grand-collier de l'ordre de la Tour et de l'Épée ( Portugal)
- Grand-croix de l'ordre de la Liberté ( Portugal)
- Grand-croix de l'ordre du Mérite ( Portugal)
- Chevalier commandeur de l'ordre du Bain ( Royaume-Uni)
- Grand-croix de l'ordre de l'Étoile de Roumanie ( Roumanie)
- Grand-croix de l'ordre de la Double Croix Blanche ( Slovaquie)
- Grand-cordon de l'ordre du Libérateur ( Venezuela)
- Grand-croix de l'ordre de Francisco de Miranda (en) ( Venezuela)
- Première classe de l'Ordre du Prince Iaroslav le Sage ( Ukraine)
- Médaille de la République orientale de l'Uruguay (en) ( Uruguay)